# Salvador Beltrán
Salvador Beltrán (ur. w 1992 w El Prat de Llobregat) – hiszpański piosenkarz.

## Kariera
Salvador Beltrán interesował się muzyką już w dzieciństwie. W wieku trzynastu lat nauczył się gry na gitarze. Na początku swojej kariery występował na ulicy razem z innymi muzykami amatorami. Swój pierwszy utwór „Imagínate” umieścił w serwisie Twitter. Piosenkę odsłuchał m.in. producent muzyczny Miguel Ángel Arenas, który zaproponował nastolatkowi współpracę. Beltrán przyjął propozycję i wspólnie zaczęli kolekcjonować materiał na debiutancki album studyjny. Płyta zatytułowana Cambio de planes ukazała się w 2012 roku i zawierała jedenaście utworów, w tym m.in. singel „En mi mente”. Album zadebiutował na 38. miejscu hiszpańskiej listy najczęściej kupowanych albumów.
W tym samym czasie Beltrán nawiązał współpracę z piosenkarką Merche, z którą nagrał utwór „Por si vienes”, wydany w 2013 roku. W grudniu tego samego roku nagrał świąteczny utwór „La Estrella de la Navidad” w duecie z Indią Martínez. Pod koniec kwietnia 2015 roku premierę miał jego drugi album studyjny zatytułowany Reflejos en mi camino, który był promowany przez single „Por si vienes” i „No intentes amarrarme”. Płyta zadebiutowała na 76. miejscu krajowej listy najczęściej kupowanych albumów. W grudniu tego samego roku hiszpańska telewizja TVE ogłosiła, że Salvador Beltrán zakwalifikował się z utworem „Días de alegría” do finału krajowych eliminacji eurowizyjnych Objetivo Eurovisión. 1 lutego 2016 roku piosenkarz zaśpiewał swoją propozycję w finale selekcji i zajął w nim ostatecznie 3. miejsce, przegrywając z Barei i Xuso Jonesem. W maju 2016 roku był jednym z członków hiszpańskiej komisji jurorskiej oceniającej występy uczestników 61. Konkursu Piosenki Eurowizji organizowanego w Sztokholmie.

## Dyskografia

### Albumy studyjne
- Cambio de planes (2012)
- Reflejos en mi camino (2015)

### Single
- 2012 – „En mi mente”
- 2013 – „Por si vienes” (z Merche)
- 2013 – „La estrella de la Navidad” (z Indią Martínez)
- 2015 – „No intentes amarrarme”
- 2015 – „Dejemos el pensar atrás”
- 2016 – „Días de alegría”